# Guía de Isora
Guía de Isora er en by og kommune i det sydvestlige Spanien på øen Tenerife i provinsen Santa Cruz de Tenerife, De Kanariske Øer. Den har et indbyggertal på 22.642 (2024) indbyggere.